# جو وايس
جو وايس (بالإنجليزية: Joe Weiss)‏ هو لاعب كرة قاعدة أمريكي، ولد في 27 يناير 1894 في شيكاغو في الولايات المتحدة، وتوفي في 7 يوليو 1967 في سيدار رابيدز في الولايات المتحدة.

## وصلات خارجية
- جو وايس على موقعبيزبول رفرنس.كوم (الدوري الرئيسي) (الإنجليزية)
- جو وايس على موقعبيزبول رفرنس.كوم (الدوري الثانوي) (الإنجليزية)